# Hemipenthes incisivus
Hemipenthes incisivus är en tvåvingeart som först beskrevs av Joseph Hannum Painter 1962.  Hemipenthes incisivus ingår i släktet Hemipenthes och familjen svävflugor. Inga underarter finns listade i Catalogue of Life.